# Anous minutus

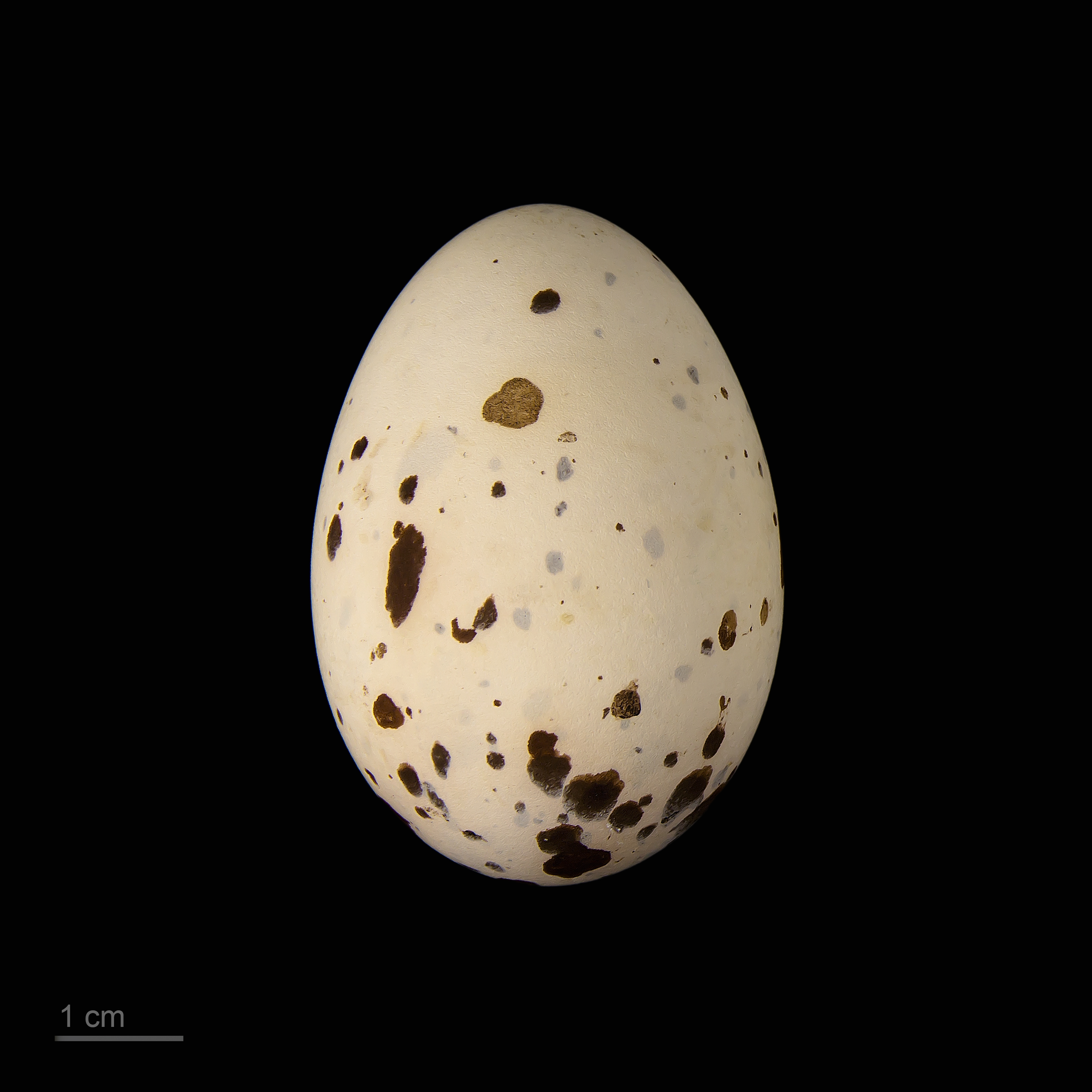
Anous minutus - MHNT

La tiñosa menuda (Anous minutus) es una especie de ave Charadriiforme de la familia de los estérnidos.

## Características
Anida en plataformas en las ramas de los árboles, creadas con hojas secas y revestidas de excrementos de aves, los que son reutilizados en temporadas posteriores.
Ponen un huevo por temporada, su plumaje es oscuro en todo el cuerpo, excepto una mancha de plumas blancas, que parte del pico y sobrepasa el nivel de los ojos.
Habita en los mares tropicales, se mueven hasta los 80 kilómetros de la costa, regresando por la noche a su nido.